# Max Janlet
Max Janlet (1903 – 8 de dezembro de 1976) foi um esgrimista belgo que participou dos Jogos Olímpicos de Verão de 1928 e de 1932, sob a bandeira da Bélgica.